# Ecaterina Szabó
Ecaterina Szabó (nascuta maghiară Szabó Katalin, n. 22 ianuarie 1968, Zagon, Covasna, România) este o antrenoare și o gimnastă română de talie mondială, actualmente retrasă din activitatea competițională, multiplu medaliată la Jocurile Olimpice de vară din 1984 (Los Angeles, SUA).

## Carieră
Kati, așa cum era numită de colege, i-a avut ca primi antrenori pe Marta și Béla Károlyi
iar ulterior pe Adrian Goreac, Adrian Stan și Maria Cosma, la Centrul Național de la Deva.
Deși cea mai notabilă este medalia de argint cucerită la Jocurile Olimpice de vară din 1984 (Los Angeles, SUA), după un duel memorabil cu Mary Lou Retton din SUA, Kati a câștigat medaliile de aur în toate finalele în care s-a calificat, sărituri, sol și bârnă, la egalitate cu colega sa de echipă Simona Păucă.
În ciuda dezamăgirii personale produsă de pierderea titlului olimpic la individual compus, Kati revine acasă ca o eroină și este aleasă sportiva anului 1987. Continuă să practice gimnastica, în ciuda altor dezamăgiri: reușește să se claseze doar pe locul 5 la individual compus la Campionatele Mondiale din 1985. 
Munca sa este încununată de succes în 1987. Kati a condus echipa României la cucerirea celui de al 2-lea titlu mondial pe echipe la Campionatele Mondiale de Gimnastică din 1987 (Rotterdam, Olanda), învingând reprezentativa Uniunii Sovietice pentru a doua oară în istoria acestei competiții.
După participarea la Campionatele Mondiale din 1987, Kati se retrage din activitatea competițională și se înscrie la Facultatea de Educație Fizică și Sport din București. După terminarea studiilor lucrează ca antrenor la Deva contribuind la pregătirea unor viitoare gimnaste de succes: Nadia Hațegan, Andreea Cacovean și campioana mondială la individual compus din 1999, Maria Olaru.
În iunie 1991 Kati se căsătorește cu Cristian Tamas, fost membru al echipei de caiac a României și împreună au doi băieți: Lorenzo și Zeno. În 1992 părăsesc România și se stabilesc în Chamalières (Franța), unde Kati este antrenoare la un mic club din localitate.
În 2000 este inclusă în International Gymnastics Hall of Fame.

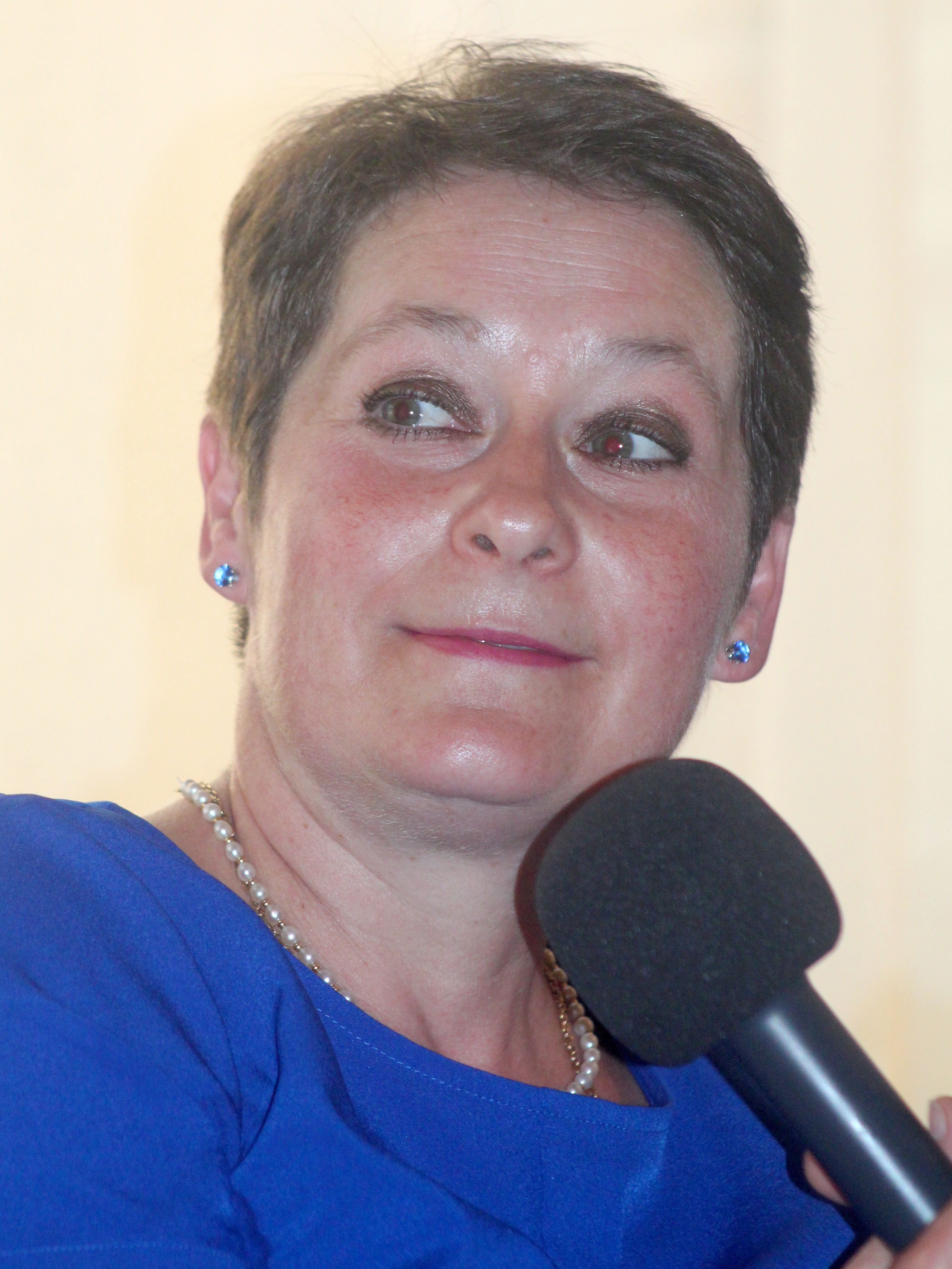
Ecaterina Szabó în 2017.

## Palmares
| An   | Competiție                                 | Echipe | I C | Săr | P I | Bâr | Sol |
| ---- | ------------------------------------------ | ------ | --- | --- | --- | --- | --- |
| 1980 | Campionatele Europene de Juniori           |        | 1   | 1   | 4   | 1   | 1   |
| 1981 | Campionatele Internaționale ale Romaniei   |        |     | 3   |     |     |     |
| 1982 | Campionatele Balcanice                     | 1      | 2   |     |     | 2   |     |
| 1982 | Campionatele Internaționale ale României   |        | 1   |     | 1   |     | 1   |
| 1982 | Campionatele Europene de Junioare          |        | 1   | 1   | 2   | 4   | 1   |
| 1983 | Campionatele Europene                      |        | 3   | 2   | 1   |     | 1   |
| 1983 | Campionatele Internaționale ale României   |        | 1   |     | 1   | 1   | 1   |
| 1983 | Campionatele Naționale                     |        | 2   |     |     |     |     |
| 1983 | Campionatele Mondiale (Budapesta, Ungaria) | 2      | 3   | 2   | 2   |     | 1   |
| 1984 | Campionatele Balcanice                     | 1      | 1   | 2   | 1   |     |     |
| 1984 | Campionatele Europene                      |        | 2   |     |     |     |     |
| 1984 | Jocurile Olimpice (Los Angeles, SUA)       | 1      | 2   | 1   |     | 1   | 1   |
| 1985 | Campionatele Balcanice                     | 1      | 1   | 2   | 1   | 1   | 1   |
| 1985 | Campionatele Europene                      |        | 5   | 2   |     | 6   | 6   |
| 1985 | Campionatele Internaționale ale României   |        | 1   |     |     |     |     |
| 1985 | Campionatele Naționale                     |        | 1   |     | 1   |     | 1   |
| 1985 | Jocurile Universitare                      | 2      | 2   | 1   | 2   | 1   | 2   |
| 1985 | Campionatele Mondiale (Montreal, Canada)   | 2      | 5   |     | 6   | 2   | 4   |
| 1986 | Campionatele Balcanice                     | 1      | 3   |     | 1   |     | 1   |
| 1986 | Campionatele Naționale                     |        | 1   | 1   |     |     | 1   |
| 1986 | Cupa Mondială (Beijing, China)             |        | 4   | 3   | 5   | 4   |     |
| 1987 | Jocurile Universitare                      | 2      | 5   | 2   |     | 2   |     |
| 1987 | Campionatele Mondiale (Rotterdam, Olanda)  | 1      | 14  |     |     | 3   |     |

Legendă: Echipe = Echipe, I C = individual compus, Săr = sărituri, P I = paralele inegale, Bâr = bârnă, Sol = sol